# Costume Quest 2
Costume Quest 2 es un videojuego de rol de acción desarrollado por Double Fine Productions y publicado en octubre de 2014 por Majesco Entertainment. La secuela de Costume Quest (2010) permite asumir la identidad de uno de los dos hermanos gemelos protagonistas, Wren o Reynold. Junto con sus amigos,el grupo viaje a través de diversos lugares del juego recolectando dulces y varios disfraces, en un intento de frustrar los planes del Dr. Orel White, quien desea eliminar la celebración de Halloween para siempre. El juego tiene un sistema de batalla superior al de su predecesor, y una trama basada en viajes en el tiempo. El título descargable ha sido lanzado en las plataformas de Microsoft Windows, OS X, Linux, PlayStation 3, PlayStation 4, Xbox 360, Xbox One, y Wii U.

## Jugabilidad
Costume Quest 2 es un videojuego de rol en qué el jugador cumple el rol de uno de los dos hermanos gemelos: Wren y Reynold. El juego sigue al personaje elegido, su hermano(a) y algunos aliados que se suman a través de la aventura, y cuyo objetivo principal es evitar que el Dr. Orel White destruya Halloween. El jugador puede viajar tanto al pasado como el futuro, donde el pasado transcurre antes de la fundación de Auburn Pines, el suburbio en donde viven los protagonistas, y el futuro toma lugar en una distopía dental. Al igual que Costume Quest, el juego consiste principalmente en explorar diversos lugares, completar desafíos, realizar dulce o truco en las casas, y enfrentarse contra monstruos en combates por turnos como versiones gigantes de sus disfraces. El juego introduce nuevas y variadas mecánicas de combates que no  se encontraban originalmente en su predecesora, como contadores y ataque dobles.

### Disfraces
| Disfraz          | Vestimenta | Habilidades de combate | Habilidades del traje                                                                                            |
| ---------------- | --- | --- | --- |
| Superhéroe       | Normal: Traje azul y celeste, con capa y antifaz azul. Mejorado: El traje cambia de color a naranjo y amarillo.                                                                                                | Ataque simple: Da un puñetazo al oponente. Ataque especial: Arroja un autobús que causa mucho daño al adversario seleccionado, más un reducido daño colateral a sus secuaces.                                                                           | Ninguno |
| Maíz de Caramelo | Normal: Usa un traje de maíz de caramelo blanco, con franjas de color amarillo y naranjo, con espacios libres para la cabeza y los brazos. Mejorado: Se le agrega una cuarta franja color marrón.              | Ataque simple: No posee (durante el combate, se realiza un diálogo sarcástico al hecho de no hacer nada) | Ninguno |
| Payaso           | Normal: Peluca multicolores, nariz de payaso roja, traje naranjo y amarillo con botones celestes, y zapatos celestes. Mejorado: Su traje aumenta de colores a verde y rojo.                                    | Ataque simple: Rebota hasta caer encima del contrincante. Ataque especial: A través de una rutina cómica, cura el daño recibido a todo el equipo. | Posee una bocina útil para ciertas misiones del juego.                                                           |
| Pterodáctilo     | Normal: Usa un traje verde con una máscara de pterodáctilo. Mejorado: Se le agrega un cinturón negro con huevos.                                                                                               | Ataque simple: Ataca al contrincante con sus garras traseras. Ataque especial: Arroja huevos al oponente, causándole un daño menor al contrincante durante un turno.                                                                                    | Sus alas pueden apartar montículos de hojas y basura que obstruyen ciertas rutas del mapa.                       |
| Thomas Jefferson | Normal: Peluca blanca, medias blancas, chaqueta y zapatos negros. Mejorado: Peluca marrón, y la chaqueta y peluca cambia de color a un café rojizo.                                                            | Ataque simple: Ataca al contrincante con su pluma. Ataque especial: Redacta un documento que explota al ser arrojado al contrincante. | Desarrolla habilidades diplomáticas al usuario, logrando hacer que los personajes cambien de opinión a tu favor. |
| Hechicero        | Normal: Sombrero puntiagudo y túnica azul con estrellas blancas, más una varita negra y barba blanca postiza. Mejorado: El sombrero y la túnica cambian de color a gris.                                       | Ataque simple: Arroja un rayo que causa un daño colateral al equipo rival. Ataque especial: Lanza un potente royo que daña mucho al contrincante. | Su varita funciona como linterna para iluminar lugares oscuros.                                                  |
| Faraón           | Normal: Peluca negra, cetro, vestido blanco con adornos dorados y sandalias negras. Mejorado: Se le agregan orejas postizas de chacal.                                                                         | Ataque simple: Golpea al contrincante con su cetro. Ataque especial: Puede revivir a uno de los miembros de su equipo, con un reducido nivel de energía.                                                                                                | Con su cetro, puede engancharse sobre cuerdas y descender hacia ciertos lugares del juego.                       |
| Hombre Lobo      | Normal: Máscara de lobo, camisa de franela y jeans azules Mejorado: Se agrega gafas oscuras con bordes rojos, y un suéter deportivo azul y blanco.                                                             | Ataque simple: Araña al contrincante, generándole daños durante un turno. Ataque especial: Avanza en zigzag hacia el contrincante, dándole un fuerte arañazo frontal.                                                                                   | Ninguno |
| Hot Dog          | Normal: Es un traje con forma de hot dog, dejando espacios libres para los brazos y la cabeza. Mejorado: El traje posee aderezos, como mostaza, ketchup y vegetales.                                           | Ataque simple: Dispara chorros de aderezos contra el contrincante, generando daño colateral a los aliados de este. Ataque especial: Ingiere grandes cantidades de ketchup, mostaza y salsa picante, la cual arroja en forma de chorro a su contrincante | Ninguno |
| Fantasma         | Normal: Sábana blanca con orificios en los ojos. Mejorado: La sábana cambia de color a verde. | Ataque simple: Vomita unos fantasmas pequeños que se estrellan contra el contrincante. Ataque especial: Hace que un compañero sea temporalmente invisible, reduciendo mucho el daño recibido en su contra.                                              | El usuario se vuelve invisible, logrando atravesar lugares restringidos.                                         |
| Sistema solar    | Normal: Máscara en forma de sol, un traje negro lleno de estrellas, y una bolas de colores colgantes que simulan planetas. Mejorado: La máscara de sol cambia de color a gris, y no posee las bolas colgantes. | Ataque simple: Arroja naves espaciales que disparan contra el contrincante. Ataque especial: Desde el espacio, un conjunto de naves arroja un potente rayo láser contra el equipo rival, generando daño colateral.                                      | Ninguno |

## Trama
Costume Quest 2 comienza donde finalizó la expansión DLC de Costume Quest, "Grubbins on Ice"; Everett, Lucy, Wren, y Reynold están atrapados dentro de un nexo de portales sin una salida clara. Ante eso, deciden saltar a uno de esos portales, donde el protagonista deberá elegir cuál de los dos hermanos desea jugar, con Wren o con Reynold. El portal los lleva de vuelta a la noche de Halloween, donde se encuentran con su dentista, el Dr. Orel White, hablando con un mago del tiempo, quien abre un portal hacia el pasado donde Orel salta. Cuando el mago desaparece, Wren y Reynold son llamados por un sujeto escondido en un arbusto, quien abre otro portal pero hacia el futuro, donde lleva a los gemelos a un futuro donde Halloween está prohibido y Orel instauró una distopía totalitaria, donde la higiene dental es la máxima prioridad de la sociedad.
El sujeto, quién revela ser la versión adulta de su amigo Everett, junto con su esposa Lucy (también amiga de los gemelos), encomienda a los gemelos a viajar hacia el pasado para recuperar un talismán con la habilidad de abrir un portal al mundo de los monstruos antes de que sea robado por Orel. En el pasado, los gemelos se topan con un joven Orel White, quien a pesar de interferir en la búsqueda, logran encontrar el talismán, pero no pudieron evitar que Orel lo robara. Los gemelos regresan al futuro reportando el fracaso de su misión, pero son detenidos y enviados a una escuela dental, donde se encuentran con Hailey, la hija de Everett y Lucy, por lo que logran escapar de la escuela y deciden confrontarse directamente con Orel.
Mientras en el futuro, los niños finalmente se encuentran con un edificio que tiene un escáner de retina, que requiere el acceso de Orel. Volviendo al pasado, los hermanos obtienen a Orel como un aliado, quien, en la batalla final contra el Orel el futuro, critica las acciones que cometió su yo del futuro, y colabora en su derrota. Tras lograr cambiar de opinión al joven Orel, los hermanos regresan al presente donde el Dr. White ya no es una mala persona, y el Halloween se salvó.

## Personajes

### Personajes principales
- Wren y Reynold: Son los hermanos gemelos protagonistas del videojuego, quienes deben recolectar dulces, disfraces y cartas coleccionables para cumplir las misiones del juego. También deben resolver problemas a niños y adultos que se encuentran en diversos lugares.
- Dr. Orel White: Es un dentista megalómano que funge como el principal antagonista del juego. Su odio hacia los dulces y a la noche de Halloween es tal, que realiza un pacto con un mago del tiempo para que le entregue un talismán que abre portales dimensionales, permitiendo la entrada de monstruos al mundo de los humanos, los cuales se alían con Orel para que domine el mundo. En el pasado se revela que su odio se debe a que su madre le inculcó ese rechazo a los dulces, y lo presionaba constantemente a usar prótesis y lavarse los dientes varias veces al día. En el futuro, se presenta un mundo distópico y totalitario, donde Orel se erigió como Líder Supremo, estableciendo un mundo donde se prioriza demasiado la higiene dental, prohibiéndose estrictamente el uso de disfraces, el consumo de dulces y la noche de Halloween, con patrullas de robots y monstruos vigilando en todas partes.

## Recepción
Costume Quest 2 recibió buenas calificaciones por parte de sus críticos, quienes declararon que la incorporación de nuevos métodos y habilidades del juego había hecho que el juego resultara más atractivo que el original. En su reseña, IGN dijo: «El combate y la historia en Costume Quest 2 son sorprendentemente buenos para un RPG que concluye en aproximadamente una media docena de horas. La navegación es dudosa, y el sistema de curación está un poco rota incluso después de una revisión más profunda, pero su humor y personalidad brillan para realizar una buena recompensa de Halloween».
La página de videojuegos española Vandal destacó el humor del juego a través de chistes y referencias a varias películas de terror y ciencia ficción, así como los lugares, banda sonora y el apartado técnico y artístico del juego; sin embargo, consideró que el sistema de combate era muy repetitivo y que tanto esto como los objetivos no suponen un gran desafío para el jugador, incluso en combates contra jefes, concluyendo que es un juego donde tanto niños como adultos podrán disfrutar.
En 2014, Nintendo contactó con Double Fine Productions, y pudo lanzar el videojuego bajo la plataforma Nintendo Wii U. Actualmente se está trabajando para que el videojuego pueda ser lanzado a través de Nintendo eShop, para que aquellos usuarios que dispongan de una Nintendo 3DS puedan obtener el videojuego.